# Cuapaxtitla
Cuapaxtitla es una localidad de México perteneciente al municipio de Huejutla de Reyes en el estado de Hidalgo.

## Toponimia
Del náhuatl Cua-apaz-titla; cuapaztli o cuauhapaztli, lebrillos de madera, y final titla, de pluralidad.

## Geografía
Se encuentra en la región Huasteca; a la localidad le corresponden las coordenadas geográficas 21° 07’ 57.504” de latitud norte y 98° 33’ 06.108” de longitud oeste, con una altitud de 237 m s. n. m. Se encuentra a 13.8 kilómetros, en dirección oeste, de la localidad de Huejutla.
En cuanto a fisiografía se encuentra dentro de la provincia de la Sierra Madre Oriental, dentro de la subprovincia del Carso Huasteco; su terreno es de sierra. En lo que respecta a la hidrografía se encuentra posicionado en la región de Pánuco, dentro de la cuenca del río Moctezuma, en la subcuenca de río Tempoal. Cuenta con un clima semicálido húmedo con lluvias todo el año.

## Demografía
En 2020 registró una población de 977 personas, lo que corresponde al 0.77 % de la población municipal. De los cuales 483 son hombres y 494 son mujeres. Tiene 229 viviendas particulares habitadas.
| Gráfica de evolución demográfica de Cuapaxtitla entre 1930 y 2020                                           |
| |
| Población de los censos y conteos del Instituto Nacional de Estadística y Geografía (INEGI) de 1910 a 2020. |